# Superleague Formula saison 2011
Navigation
2010
La saison 2011 de la Superleague Formula est la quatrième saison de ce championnat de course automobile sur circuit qui met en concurrence des monoplaces aux couleurs des clubs de football.
Après l'annulation des épreuves russes et brésiliennes durant l'été, les épreuves chinoises (Pékin et Shanghai) et coréenne (Seoul) sont elles aussi annulées par manque d'accord avec les organisateurs des courses. La finale prévue en Nouvelle-Zélande n'a pas lieu non plus faute de sponsors.

## Engagés
| Club                                  | Écurie                     | No | Pilote              | Courses |
| ------------------------------------- | -------------------------- | -- | ------------------- | ------- |
| Belgique – R.S.C. Anderlecht          | Azerti-Motorsport          | 1  | Neel Jani           | Tous    |
| Pays-Bas – PSV Eindhoven              | Azerti-Motorsport          | 2  | Yelmer Buurman      | Tous    |
| France – Girondins de Bordeaux        | Azerti-Motorsport          | 3  | Tristan Gommendy    | Tous    |
| République tchèque – AC Sparta Prague | Atech Reid Grand Prix,     | 4  | Filip Salaquarda    | Tous    |
| Luxembourg                            | Atech Reid Grand Prix,     | 5  | Frédéric Vervisch   | Tous    |
| Nouvelle-Zélande                      | Atech Reid Grand Prix,     | 6  | Earl Bamber         | 1       |
| Nouvelle-Zélande                      | Atech Reid Grand Prix,     | 6  | Chris Van der Drift | 2       |
| Japon                                 | Atech Reid Grand Prix,     | 7  | Duncan Tappy        | 1       |
| Japon                                 | Atech Reid Grand Prix,     | 7  | Robert Doornbos     | 2       |
| Pays Bas                              | Atech Reid Grand Prix,     | 8  | Robert Doornbos     | 1       |
| Russie                                | Atech Reid Grand Prix,     | 17 | Mikhail Aleshin     | 2       |
| Espagne – Atlético de Madrid          | EmiliodeVillota Motorsport | 9  | María de Villota    | 1       |
| Espagne – Atlético de Madrid          | EmiliodeVillota Motorsport | 9  | Andy Soucek         | 2       |
| Turquie – Galatasaray S.K.            | EmiliodeVillota Motorsport | 10 | Andy Soucek         | 1       |
| Turquie – Galatasaray S.K.            | EmiliodeVillota Motorsport | 10 | Duncan Tappy        | 2       |
| Chine                                 | EmiliodeVillota Motorsport | 11 | Ho-Pin Tung         | 1       |
| Corée du Sud                          | EmiliodeVillota Motorsport | 19 | Max Wissel          | 2       |
| Brésil                                | Alan Docking Racing (en)   | 14 | Antônio Pizzonia    | Tous    |
| Australie                             | Alan Docking Racing (en)   | 24 | John Martin         | Tous    |
| Angleterre                            | Alan Docking Racing (en)   | 31 | Craig Dolby         | Tous    |

## Calendrier 2011
- Samedi : essais libres et qualification
- Dimanche : deux courses (avec inversion de la grille pour la deuxième course)
- Une troisième course, sur 5 tours, est disputée avec les six meilleurs des deux courses précédentes pour trouver le "vainqueur du week-end".
- Durée de la course : environ 40 minutes

| Manche | Circuit                                            | Course       | Vainqueur                | Vainqueur         | Vainqueur                | Pole position    | Meilleur tour en course |
| Manche | Circuit                                            | Course       | Club                     | Pilote            | Écurie                   | Pole position    | Meilleur tour en course |
| ------ | -------------------------------------------------- | ------------ | ------------------------ | ----------------- | ------------------------ | ---------------- | ----------------------- |
| 1re    | Assen 4 et 5 juin 2011 (circuit de 4,555 km)       | 1            | Pays-Bas – PSV Eindhoven | Yelmer Buurman    | Azerti-Motorsport        | Tristan Gommendy | Tristan Gommendy        |
| 1re    | Assen 4 et 5 juin 2011 (circuit de 4,555 km)       | 2            | Japon                    | Duncan Tappy      | Atech                    | Tristan Gommendy | Filip Salaquarda        |
| 1re    | Assen 4 et 5 juin 2011 (circuit de 4,555 km)       | Super Finale | Angleterre               | Craig Dolby       | Alan Docking Racing (en) | Tristan Gommendy |                         |
| 2e     | Zolder 16 et 17 juillet 2011 (circuit de 3,977 km) | 1            | Angleterre               | Craig Dolby       | Alan Docking Racing (en) | Craig Dolby      | Chris Van der Drift     |
| 2e     | Zolder 16 et 17 juillet 2011 (circuit de 3,977 km) | 2            | Australie                | John Martin       | Alan Docking Racing (en) | Craig Dolby      | John Martin             |
| 2e     | Zolder 16 et 17 juillet 2011 (circuit de 3,977 km) | Super Finale | Luxembourg               | Frédéric Vervisch | Atech Reid Grand Prix    | Craig Dolby      |                         |

## Classement
| Pos | Club                         | Pilote            | Total |    |    |   |    |    |   |
| Pos | Club                         | Pilote            | Total | C1 | C2 | S | C1 | C2 | S |
| --- | ---------------------------- | ----------------- | ----- | -- | -- | - | -- | -- | - |
| 1er | Australie                    | John Martin       | 158   | 29 | 45 | 3 | 26 | 50 | 5 |
| 2e  | Japon                        | Duncan Tappy      | 136   | 26 | 50 | 1 | 32 | 26 | 1 |
| 3e  | Luxembourg                   | Frédéric Vervisch | 134   | 40 | 12 | - | 40 | 36 | 6 |
| 4e  | Pays-Bas – PSV Eindhoven     | Yelmer Buurman    | 130   | 50 | 18 | 4 | 29 | 29 | - |
| 5e  | Belgique – R.S.C. Anderlecht | Neel Jani         | 125   | 36 | 20 | - | 45 | 20 | 4 |
| 6e  | Angleterre                   | Craig Dolby       | 124   | 45 | 23 | 6 | 50 | -  | - |

- En gras : pole position
- * : meilleur tour
- NP : non partant, DSQ : disqualifié, EX : exclu